# Mark Kosower
Mark Kosower (* 17. Dezember 1976 in Eau Claire/Wisconsin) ist ein US-amerikanischer Cellist, der auch als Hochschullehrer tätig war.

## Leben und Wirken
Kosower hatte den ersten Cellounterricht als Kind bei seinem Vater, dem Cellisten Paul Kosower. Gemeinsam mit seinem Vater und seiner Schwester Paula tourte er als Dolce Cello Trio in Europa und Nordamerika; auch kam es zu Rundfunkauftritten Später studierte er an der Indiana University bei Janos Starker (Abschluss 1998) und an der Juilliard School bei Joel Krosnick (Master 2001).
Kosower war Mitglied der Chamber Music Two, eines Residenzprogramms der Chamber Music Society of Lincoln Center. Von 2006 bis 2010 war er Solocellist der Bamberger Symphoniker. Seit 2010 ist er Erster Cellist des Cleveland Orchestra. Daneben trat er u. a. mit dem Detroit Symphony Orchestra, dem Houston Symphony Orchestra, dem Indianapolis Symphony Orchestra, dem Minnesota Orchestra, dem Hong Kong Philharmonic Orchestra, dem Orchestre de Paris und dem Orquestra Sinfônica Brasileira und unter Dirigenten wie Jorge Mester, Robert Moody, Andrey Boreyko, Tito Muñoz, Franz Welser-Möst und Stefan Sanderling auf. Neben dem klassischen Repertoire für Cello spielte er auch weniger bekannte Werke u. a. von Alberto Ginastera, Miklos Rozsa, Friedrich Gulda und Victor Herbert. Beim Label Naxos nahm er die Cellokonzerte von Victor Herbert und Eberhard Klemmstein auf.
Als Kammermusiker nahm Kosower u. a. am Santa Fe Festival, dem Eastern Music Festival, dem North Shore Chamber Music Festival, dem Pacific Music Festival, dem Breckenridge Music Festival und dem Colorado’s Strings Music Festival teil. Er tritt oft zusammen mit seiner Frau, der Pianistin Jee-Won Oh, in Konzerten auf.
Von 2002 bis 2006 war Kosower Professor für Cello und Kammermusik am San Francisco Conservatory of Music; von 2010 bis 2020 unterrichtete er am Cleveland Institute of Music. Er leitete das Projekt Bach for Humanity und ist der Präsident der Cleveland Cello Society.
Kosower wurde mit dem Avery Fisher Career Grant, einem SONY Grant, den Großen Preisen bei der Irving Klein International String Competition und der WAMSO Competition des Minnesota Orchestra ausgezeichnet und belegte vordere Plätze bei der International Pablo Casals Cello Competition und dem Concours de violoncelle Rostropovitch.